# Zalamea de la Serena
Zalamea de la Serena ist eine Kleinstadt und eine Gemeinde (municipio) mit nur noch 3.431 Einwohnern (Stand: 2024) im Südosten der spanischen Provinz Badajoz in der Autonomen Gemeinschaft Extremadura.

## Lage
Zalamea de la Serena liegt ca. 85 Kilometer ostsüdöstlich von Mérida in einer Höhe von ca. 485 m. Das Klima im Winter ist gemäßigt, im Sommer dagegen warm bis heiß; die eher geringen Niederschlagsmengen (ca. 464 mm/Jahr) fallen – mit Ausnahme der nahezu regenlosen Sommermonate – verteilt übers ganze Jahr.

## Bevölkerungsentwicklung
| Jahr      | 1970 | 1981 | 1991 | 2001 | 2011 | 2021 |
| Einwohner | 6228 | 6352 | 5107 | 4633 | 3908 | 3473 |

Der deutliche Bevölkerungsrückgang seit den 1950er Jahren ist im Wesentlichen auf die Mechanisierung der Landwirtschaft, die Aufgabe bäuerlicher Kleinbetriebe und den damit einhergehenden Verlust an Arbeitsplätzen zurückzuführen (Landflucht).

## Wirtschaft
Während das Umland über Jahrhunderte in hohem Maße landwirtschaftlich geprägt war und immer noch ist, ließen sich im Ort selbst auch Kleinhändler, Handwerker und Dienstleister aller Art nieder.

## Sehenswürdigkeiten
- Cancho Roano, archäologische Grabungsstätte (Palast aus der Zeit um 600 bis 400 vor Christus)
- römische Ruinenreste im Ortskern
- Burganlage von Zalamea
- Burganlage von Arribalavilla
- Marienkirche
- Granitmuseum

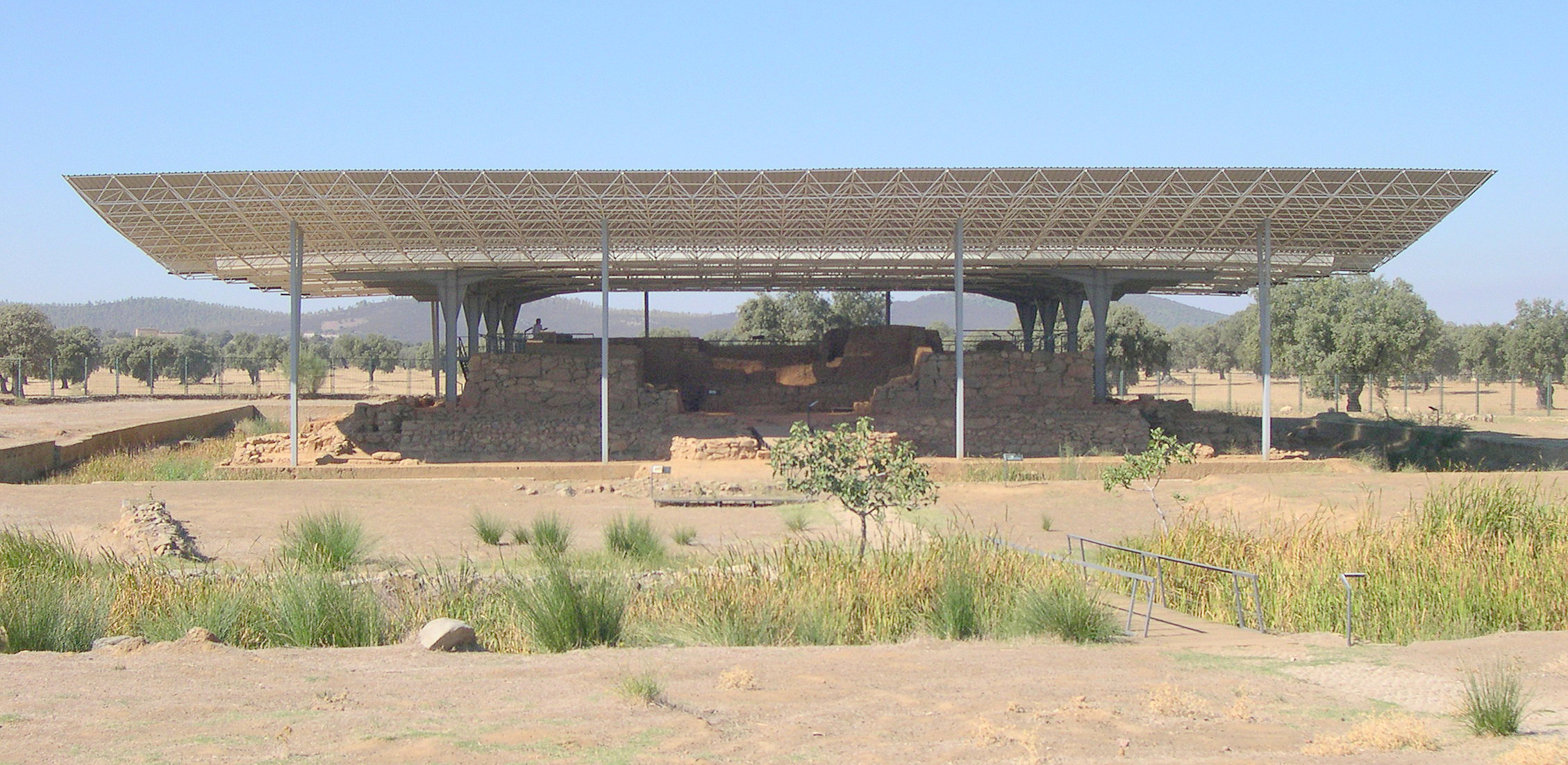
Cancho Roano
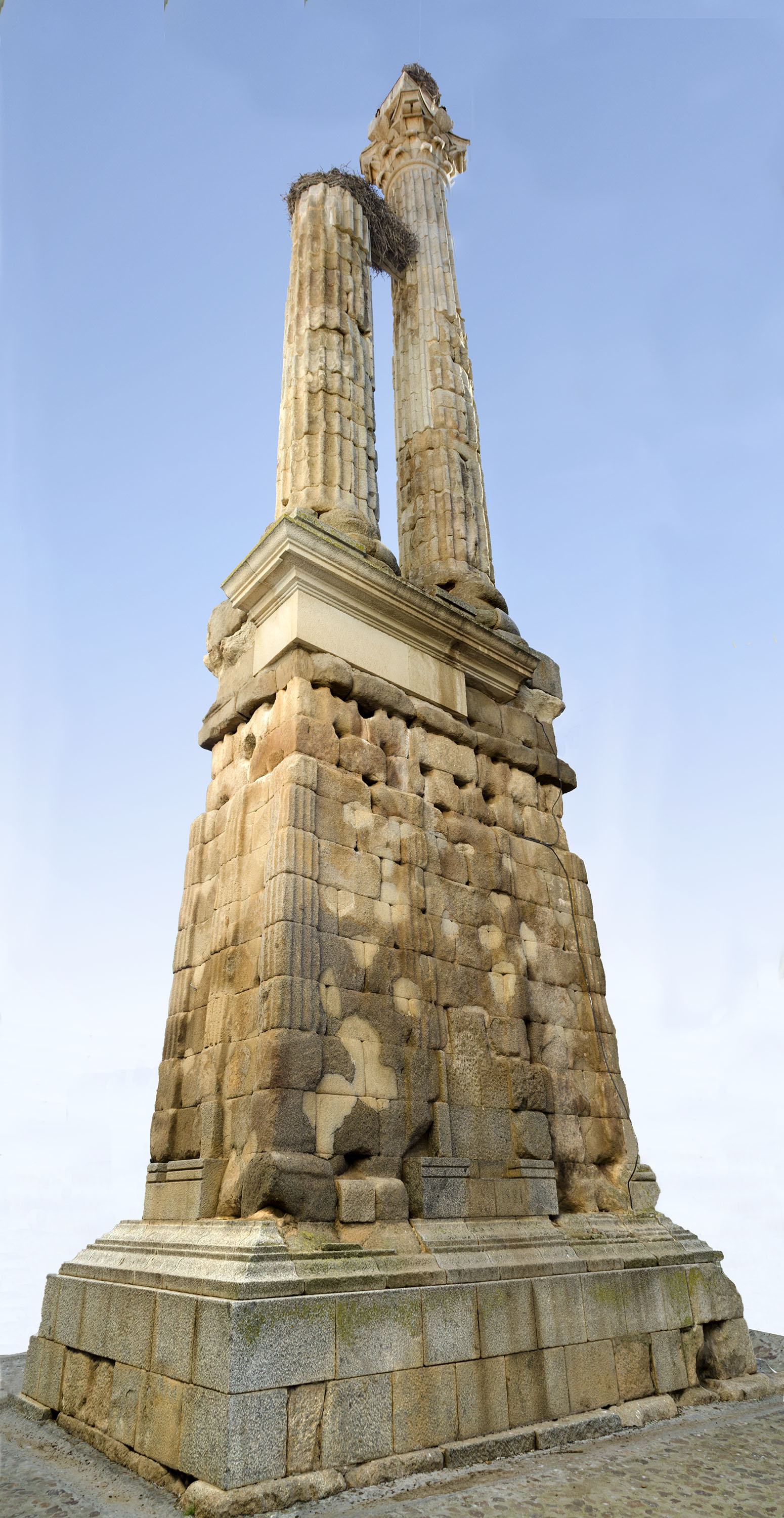
Römische Ruinen
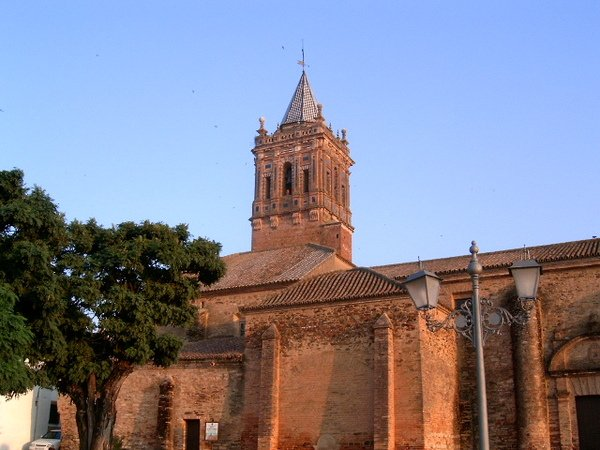
Marienkirche

## Persönlichkeiten
- Marina Ortiz de Gaete (1509–1592), einflussreiche Ehefrau des Pedro de Valdivia
- Diego de Arce y Reinoso (1585–1665), Bischof von Tuy (1635–1638), Ávila (1638–1640) und Plasencia (1640–1652)
- Juan Paredes Manot (genannt Txiki, 1954–1975), Widerstandskämpfer der ETA gegen das Francoregime
- José María Gil Tamayo (* 1957), Bischof von Ávila (2018–2022) und Erzbischof von Granada (2022–2023)